# Legião do Caribe
Legião do Caribe (em castelhano:  Legión del Caribe) é um grupo de líderes progressistas, exilados e revolucionários latino-americanos com o objetivo de derrubar ditaduras em toda a América Central e substituí-las com governos democráticos.
Os membros da Legião vinham da maior parte dos países da América Latina, embora fossem em maior número da República Dominicana.  Os objetivos declarados da Legião eram as ditaduras apoiadas pelos Estados Unidos de Rafael Trujillo, na República Dominicana, e o governo de Teodoro Picado na Costa Rica.
A Legião foi responsável por duas invasões fracassadas a República Dominicana, em 1947 e 1949, bem como pela derrubada exitosa do governo da Costa Rica na Guerra Civil na Costa Rica em 1948.

## História
As atividades do grupo disperso, que mais tarde seria chamado de Legião do Caribe, começaram em 1946 após o fim da Segunda Guerra Mundial. A emergência da democracia em Cuba, Venezuela e Guatemala durante os anos anteriores resultaria em ativistas pró-democracia em outros países a se tornarem mais ambiciosos. As ditaduras de Rafael Trujillo na República Dominicana e de Anastasio Somoza García na Nicarágua eram vistas como sendo particularmente tirânicas, e assim se tornaram alvos da Legião. Em novembro de 1945, Eduardo Rodríguez Larreta, o ministro das Relações Exteriores do Uruguai, propôs uma resolução defendendo uma "ação colectiva multilateral" em prol da democracia e dos direitos humanos. A resolução não foi apoiada pela maioria dos estados americanos, que encorajavam os rebeldes políticos.

### Affair Cayo Confites
No verão de 1947, um grupo de aproximadamente 1200 homens armados foi reunido em Cuba com o apoio encoberto do presidente cubano Ramón Grau San Martin. Os líderes do grupo acreditavam que, com sua própria força e a assistência clandestina dominicana, seriam capazes de derrubar o ditador apoiado pelos estadunidenses, Rafael Trujillo. Os preparativos da força não foram mantidos em grande segredo e suas intenções eram muito públicas. Em setembro de 1947, o governo dos Estados Unidos pressionou Ramón Grau para prender toda a força e a invasão nunca aconteceu. As armas do grupo também seriam confiscadas. Os exilados seriam libertados dentro de alguns dias.  O incidente recebeu o nome de "affair Cayo Confites", devido a área em Cuba de onde a invasão deveria ser lançada.

### Pacto del Caribe
Após o colapso da tentativa de invasão dominicana, o governo guatemalteco de Juan José Arévalo tornou-se o maior apoiador da Legião. Arévalo havia anteriormente adquirido as armas para os exilados alegando que as suas compras eram para os militares da Guatemala.  Ele convenceu Ramón Grau a liberar as armas dos exilados ao governo da Guatemala. Os exilados começariam a se reunir na Guatemala. Em dezembro de 1947 Arévalo convenceu-os a assinar o Pacto del Caribe (Pacto do Caribe), um documento que definiu uma agenda unificada para os exilados. O documento exortava explicitamente para a derrubada dos governos da Costa Rica, da Nicarágua e da República Dominicana. Além disso, declarava que 
Todos os grupos que representam os povos oprimidos do Caribe são convidados a aderir a este pacto, para que também — com a nossa ajuda — possam libertar seus próprios países.
O objetivo final do grupo foi descrito do seguinte modo: 
Nós, abaixo assinado, declaramos que o imediato restabelecimento da República da América Central é necessário para este continente; este princípio será afirmado nas novas constituições dos países libertados, e cada novo governo irá trabalhar imediatamente para implementá-lo com todos os recursos à sua disposição.

Os países libertados comprometem-se a estabelecer uma Aliança Democrática do Caribe, que será aberta a todas as democracias do Caribe, assim como ao El Salvador e Equador...

A Aliança Democrática do Caribe constituirá um bloco indivisível em todas as crises internacionais. Seus objetivos fundamentais são os seguintes: fortalecer a democracia na região; exigir o respeito da comunidade internacional para cada um dos seus membros; libertar as colônias europeias que ainda existem no Caribe; promover a criação da República das Pequenas Antilhas; atuar como unidade em defesa dos nossos interesses econômicos, militares e políticos comuns.
De 1948 a 1949 os Estados Unidos solicitaram repetidamente a Arévalo para que retirasse o seu apoio à Legião do Caribe, temendo que a Legião estivesse apoiando os interesses comunistas. No entanto, embora a Legião fosse estridentemente antiditatorial e se opusesse aos regimes anticomunistas, também se opunha ao comunismo. O historiador Piero Gleijeses escreve que a Legião provavelmente teria apoiado os Estados Unidos contra a União Soviética, e o Pacto del Caribe declarou explicitamente que a Legião iria aliar-se com os Estados Unidos "para a defesa comum."

### Revolução Costarriquenha
José Figueres Ferrer, um empresário costarriquenho, havia sido exilado da Costa Rica em 1942 devido as suas críticas ao governo. Ele entrou em contato com a Legião do Caribe em 1947 na sequência do caso Cayo Confites.  Figueres ofereceu a Costa Rica como uma base para a Legião contra o governo de Somoza, caso a Legião ajudasse-o a derrubar Teodoro Picado. Embora o governo de Picado estivesse envolvido em reformas sociais limitadas dentro do país, não pretendia se envolver com os esforços antiditatoriais na América Central, e assim muitos dos exilados se opunham a ele. A Costa Rica também era atraente como base, porque delimitava com a Nicarágua, ao contrário da Guatemala.
Arévalo concordou com a oferta de Figueres e forneceu aos exilados as armas confiscadas que tinha recebido de Cuba. Em 1 de janeiro de 1948, o governo da Costa Rica anulou uma eleição presidencial que tinha sido vencida pelo candidato da oposição. Isso proporcionou a Legião um pretexto para uma invasão, e os 300 do forte exército costarriquenho foram rapidamente derrotados pela força invasora, composta principalmente de exilados nicaraguenses, e Figueres foi feito presidente. 

### Invasão de Luperón
Em 1949, Arévalo apoiou outra invasão a República Dominicana, desta vez por via aérea. 60 exilados dominicanos tomariam parte. A força de invasão foi treinada nas instalações militares guatemaltecas e Arévalo persuadiu o governo mexicano a permitir que os aviões invasores reabastecessem ali. No entanto, devido à má coordenação e o mau tempo, apenas quinze homens da força invasora desembarcaram na República Dominicana, na cidade de Luperón, onde foram rapidamente capturados ou mortos. O julgamento daqueles que foram capturados foi utilizado pelo governo Trujillo para expressar o seu apoio ao não-intervencionismo e para condenar o governo guatemalteco como um fantoche da União Soviética. Os Estados Unidos também criticaram fortemente a Legião depois da captura dos combatentes. O fracasso da invasão conduziu ao colapso da Legião, e esta nunca combateria em outra batalha. 

## Membros e organização
A Legião do Caribe nunca teve uma estrutura formal. O nome foi cunhado por jornalistas nos Estados Unidos em 1947. Embora tivesse membros de todos os países da América Latina Hispânica, o maior número vinha da República Dominicana. Muitos dos exilados eram veteranos de guerra; muitos dos cubanos e dominicanos foram voluntários no exército dos Estados Unidos durante a Segunda Guerra Mundial, enquanto outros tinham combatido no Exército Republicano Espanhol. Houve também alguns pilotos que tinham sido membros da Força Aérea dos Estados Unidos.
O financiamento e as armas da Legião do Caribe vieram de muitas fontes diferentes. Um certo número de traficantes de armas tinham estoques que sobraram da Segunda Guerra Mundial, o qual estavam dispostos a vender para a Legião. A Legião também recebeu apoio em vários momentos dos governos de Cuba e da Guatemala, bem como do governo de José Figueres Ferrer da Costa Rica depois que ele chegou ao poder em 1948. A maior fonte de financiamento para a Legião foi Juan Rodriguez Garcia, um rico fazendeiro dominicano que fugiu da República Dominicana em janeiro de 1946. 
Um proeminente membro da Legião do Caribe foi Fidel Castro, que participou do caso Cayo Confites com 21 anos de idade.  Ele foi capturado com o restante da força invasora, mas escapou ao pular da embarcação da marinha cubana na qual estava retido e nadar em segurança. 